# Посёлок совхоза Кооператор
совхоза Коопера́тор — посёлок Добринского района Липецкой области. Входит в Добринский сельсовет.

## География
Стоит на берегу реки Чамлык.
В Кооператоре находится пруд на притоке реки Чамлык.

## История
Совхоз возник в апреле 1918 года под названием «Сафоновский» (так как расположился у села Сафоново). Его земли ранее принадлежали помещикам Салапанову и Сукочеву.
В 1920 году при совхозе возник посёлок. Когда в 1921 году совхозу присвоили имя «Кооператор», то так же стал называться и посёлок. Но в том же году в связи с военными действиями антоновский мятеж совхоз расформировали.
Затем его восстановили. В 1976 году совхоз разделили на два хозяйства: «Кооператор» и «Сафоновский».
Ранее центр Сафоновского сельсовета.

## Население
| 2010 |
| ---- |
| 393  |

## Экономика
Основная специализация совхоза — свиноводство и зерновые культуры.